# VladaVideos
VladaVideos, vlastním jménem Vladimír Kadlec (* 31. května 1996 Ostrava), je český youtuber a promotér MMA.
V mládí studoval na soukromé střední škole obor účetnictví v kombinaci s grafikou. Podle časopisu Forbes měl v roce 2022 příjmy ve výši čtyř milionů korun. V roce 2022 se stal spolumajitelem a promotérem české MMA organizace. Podle informací portálu Evropa 2 se měl ke květnu 2020 připravovat na zápas s youtuberem Peterem Altofem, k lednu 2022 byl však zápas zrušen.

## YouTube
Kanál na YouTube si založil 4. října 2013. Tentýž rok 13. listopadu pak nahrál své první video s názvem „LITOVÁNÍ NA FACEBOOKU?!“, které k roku 2024 sklidilo přes 100 000 zhlédnutí. K únoru 2020 měl na svém YouTube kanále přes 700 tisíc odběratelů.
Nejsledovanějším videem je hudební video s názvem „Vlada & Vít Soural - Lovci pokémonů (Official Video)“, které bylo publikované 15. července 2016 a které od té doby nasbíralo přes 5 milionů zhlédnutí.
Dne 21. července 2022 založil další kanál „Vláďa Kadlec - EXPERIENCE“, ve kterém pořádá rozhovory s hosty, především s influencery.